# Gare de Yakuin
La gare de Yakuin (薬院駅, Yakuin-eki) est une gare ferroviaire de la ville de Fukuoka, dans la préfecture du même nom au Japon. Elle est exploitée par la compagnie Nishitetsu et le métro de Fukuoka.

## Situation ferroviaire
La gare de Yakuin est situé au point kilométrique (PK) 0,8 de la ligne Nishitetsu Tenjin Ōmuta et au PK 10,8 de la ligne Nanakuma.

## Histoire
La gare a été inaugurée le 1er juin 1927. Le métro y arrive le 3 février 2005.

## Service des voyageurs

### Accueil
La gare dispose d'un bâtiment voyageurs ouvert tous les jours, avec des guichets et des automates pour l'achat de titres de transport.

### Desserte
- Ligne Nishitetsu Tenjin Ōmuta :
  - voie 1 : direction Nishitetsu Futsukaichi, Nishitetsu Kurume et Ōmuta
  - voie 2 : direction Nishitetsu Fukuoka (Tenjin)
- Ligne Nanakuma :
  - voie 1 : direction Hakata
  - voie 2 : direction Hashimoto